# Laxmipur (Dang Deokhuri)
Laxmipur (nep. लक्ष्मीपूर) – gaun wikas samiti w zachodniej części Nepalu w strefie Rapti w dystrykcie Dang Deokhuri. Według nepalskiego spisu powszechnego z 2001 roku liczył on 1937 gospodarstw domowych i 10729 mieszkańców (5465 kobiet i 5264 mężczyzn).